# Ganchero

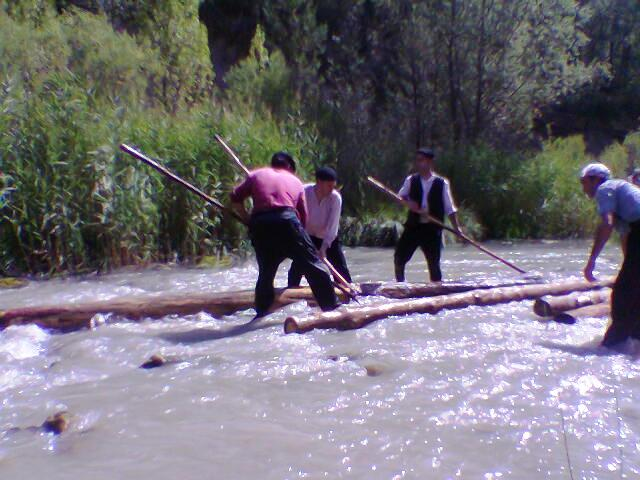
Gancheros en el Alto Tajo

Un ganchero era una persona dedicada a un oficio desaparecido que consistía en el transporte de troncos de madera (maderadas) flotando aguas abajo por el río Tajo. Las expediciones comenzaban en el curso alto del río, donde se cortaban árboles que tuviesen unas dimensiones mínimas, y concluían en Aranjuez. Los gancheros transportaban elevadas cantidades de troncos sueltos, a diferencia de los nabateros, que ataban los troncos para formar almadías. Al frente de la ganchería se encontraba el «maestro de río», quien dirigía a todo el grupo de gancheros, compuesto fundamentalmente por tres compañías: la delantera, la de en medio y la zaga. Todos ellos llevaban como única herramienta un bichero. La pericia del ganchero y su conocimiento del río eran de vital importancia para entregar la mercancía en su destino sin percances.
En el río Tajo se estuvo acarreando madera mediante este modo durante cinco siglos, hasta la irrupción del transporte por carretera ya entrado el siglo XX. En 1961 José Luis Sampedro publicó una novela que lleva por título El río que nos lleva, en la que los protagonistas son los gancheros del Tajo. En 1989 fue llevada al cine por Antonio del Real.
El acarreo de troncos por vía fluvial fue usual en muchos ríos de Europa en la época preindustrial, dado que los cursos de agua permitían transportes rápidos y baratos de materiales muy pesados como la madera. Aparte del río Tajo, el acarreo de madera se dio también en otros ríos españoles como el Turia, con apeaderos en la localidad valenciana de Ademuz, el Gállego, en el Pirineo Aragonés, o el Segre, en el Pirineo Catalán. En este último la profesión de ganchero (raier en catalán) llegó a ser de máxima importancia y forma parte de la cultura popular de algunas comarcas de la provincia de Lérida.
En Zaorejas, en el alto Tajo, cuenta con el Museo de los Gancheros. En la localidad conquense de Cañizares se encuentra el Museo Regional de los Gancheros y la Madera de Cañizares.
El 20 de abril de 2021 los gancheros del Alto Tajo fueron declarados bien de interés cultural, con la categoría de bien inmaterial, mediante un acuerdo publicado en el Diario Oficial de Castilla-La Mancha el día 28 del mismo mes.